# روز أندرسون
روز أندرسون (بالإنجليزية: Rose Anderson)‏ (23 مارس 1988 بإدنبرة في المملكة المتحدة - ) هي لاعبة كرة سلة بريطانية في مركز الهجوم خلفي، شاركت في الألعاب الأولمبية الصيفية 2012.

## وصلات خارجية
- روز أندرسون على موقع الاتحاد الدولي لكرة السلة (الإنجليزية)
- روز أندرسون على موقع كرة السلة الأوروبية.كوم (الإنجليزية)
- روز أندرسون على موقع بروبوليرز (الإنجليزية)
- روز أندرسون على موقع سبورتس رفرنس (الإنجليزية)
- روز أندرسون على موقع أوليمبيديا (الإنجليزية)
- روز أندرسون على موقع اللجنة الأولمبية البريطانية (الإنجليزية)